# Luperosuchus fractus
Il luperosuco (Luperosuchus fractus) è un rettile estinto appartenente ai rauisuchi. Visse nel Triassico medio (Anisico, circa 240 milioni di anni fa) e i suoi resti fossili sono stati ritrovati in Argentina.

## Descrizione
Questo animale è noto per resti incompleti, sufficienti comunque a ricostruire un rettile terrestre di grosse dimensioni, probabilmente dalla corporatura robusta. Il cranio era lungo circa 60 centimetri e dotato di un profilo aquilino a causa della presenza di una cresta acuminata lungo il margine delle narici esterne. Tra le altre caratteristiche che lo differenziavano dagli altri animali simili (i rauisuchi) vi era una finestra temporale inferiore dal margine anteriore pressoché verticale. 

## Classificazione
Luperosuchus fractus venne descritto per la prima volta nel 1971 da Alfred Sherwood Romer, sulla base di resti incompleti ritrovati nella formazione Los Chanares in Argentina, attribuiti a un nuovo genere e a una nuova specie di rauisuchi. Successivamente, nel 2009, vennero attribuiti ulteriori materiali cranici rinvenuti da Josè Bonaparte negli anni '80.

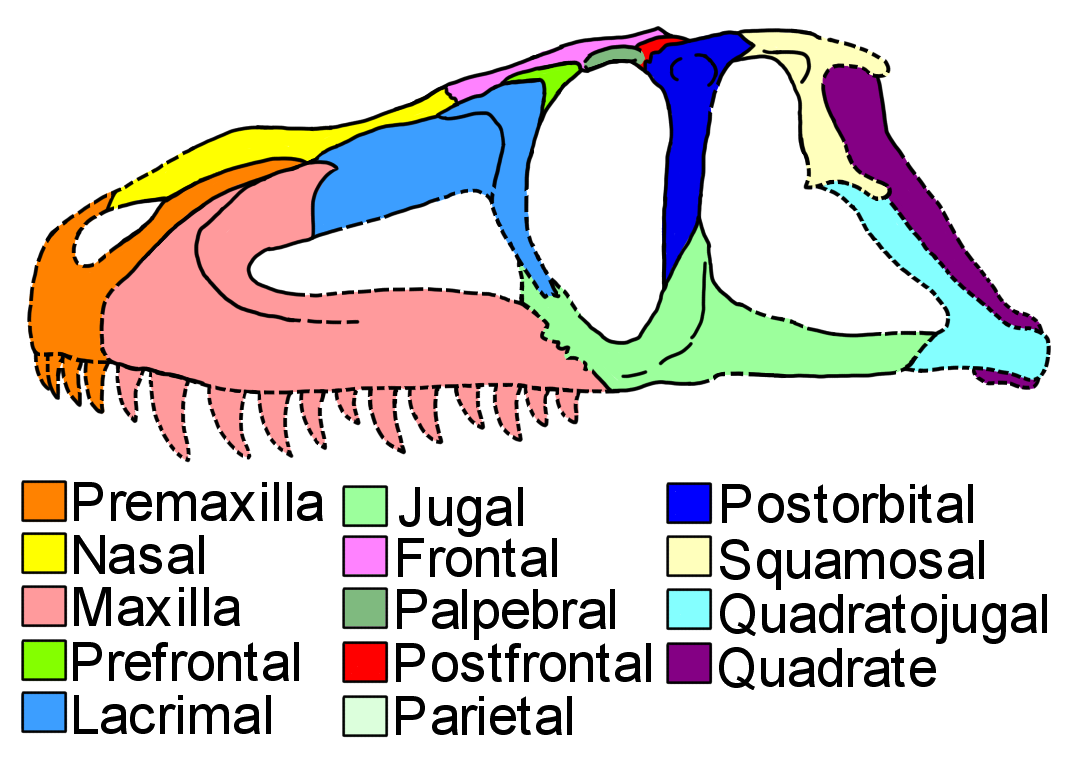
Ricostruzione del cranio di Luperosuchus fractus

Questo animale è stato attribuito ai rauisuchi, un gruppo "artificiale" (parafiletico) di rettili arcosauri tipici del Triassico; in particolare, le affinità maggiori sono state riscontrate con la famiglia dei rauisuchidi e Luperosuchus potrebbe essere il più antico rappresentante sudamericano di questo gruppo. Tra gli altri rauisuchidi sudamericani sono da ricordare Rauisuchus e Fasolasuchus.